# Satz von Stolz
Der Satz von Stolz, stolzsche Grenzwertsatz oder Satz von Stolz-Cesàro handelt von Grenzwerten in der Mathematik. Er ist benannt nach dem österreichischen Mathematiker Otto Stolz (1842–1905) und dem italienischen Mathematiker Ernesto Cesàro (1859–1906).

## Satz
Sind {\displaystyle (a_{n})_{n\in \mathbb {N} }} und {\displaystyle (b_{n})_{n\in \mathbb {N} }} Folgen in {\displaystyle \mathbb {R} } mit
1. {\displaystyle \lim a_{n}=\lim b_{n}=0} und {\displaystyle b_{n}} streng monoton fallend oder
2. {\displaystyle \lim b_{n}=\infty } und {\displaystyle b_{n}} streng monoton wachsend

und existiert der Grenzwert
{\displaystyle \lim _{n\to \infty }{\frac {a_{n+1}-a_{n}}{b_{n+1}-b_{n}}}},
dann gilt:
{\displaystyle \lim _{n\to \infty }{\frac {a_{n}}{b_{n}}}=\lim _{n\to \infty }{\frac {a_{n+1}-a_{n}}{b_{n+1}-b_{n}}}}.

## Beweis des zweiten Falls
Nach der Annahme der Konvergenz der Differenzenquotienten mit einem Grenzwert {\displaystyle c} existiert für jedes {\displaystyle \varepsilon >0} ein {\displaystyle N}, sodass für alle {\displaystyle k>N} der Differenzenquotient zum Index {\displaystyle k} in der Umgebung {\displaystyle U_{\varepsilon }(c)} liegt. Es gibt also für jedes {\displaystyle k} ein {\displaystyle \eta _{k}} mit
{\displaystyle a_{k}-a_{k-1}=(b_{k}-b_{k-1})(c+\eta _{k})};
für {\displaystyle k>N} gilt {\displaystyle |\eta _{k}|<\varepsilon }.
Summiert man diese Beziehungen nach {\displaystyle k} von {\displaystyle N+1} bis {\displaystyle n\gg N}, so erhält man die Gleichung
{\displaystyle a_{n}-a_{N}=(b_{n}-b_{N})\,c+\sum _{k=N+1}^{n}(b_{k}-b_{k-1})\,\eta _{k}}.
Somit gilt für den Quotienten der Folgenglieder
{\displaystyle {\frac {a_{n}}{b_{n}}}={\frac {a_{N}}{b_{n}}}+\left(1-{\frac {b_{N}}{b_{n}}}\right)c+\sum _{k=N+1}^{n}{\frac {b_{k}-b_{k-1}}{b_{n}}}\,\eta _{k}}
Der erste Summand der rechten Seite konvergiert gegen null, da die Folge {\displaystyle (b_{n})} unbeschränkt wächst. Aus demselben Grunde konvergiert der zweite Summand gegen {\displaystyle c}. Aufgrund der Monotonie der Folge {\displaystyle (b_{k})} gilt für den dritten Summanden
{\displaystyle \left|\sum _{k=N+1}^{n}{\frac {b_{k}-b_{k-1}}{b_{n}}}\,\eta _{k}\right|\leq \sum _{k=N+1}^{n}{\frac {b_{k}-b_{k-1}}{b_{n}}}\,|\eta _{k}|<\left(1-{\frac {b_{N}}{b_{n}}}\right)\varepsilon \leq \varepsilon }.
Man kann nun ein {\displaystyle M>N} finden, sodass für alle {\displaystyle n>M} auch in den ersten zwei Summanden die Differenz zum Grenzwert durch {\displaystyle \varepsilon } beschränkt ist, für alle {\displaystyle n>M} erhält man dann die Abschätzung
{\displaystyle \left|{\frac {a_{n}}{b_{n}}}-c\right|<3\varepsilon },
somit konvergiert die Folge der Quotienten gegen {\displaystyle c}.

## Zur Umkehrung
Die Umkehrung des obigen Satzes ist im Allgemeinen falsch. Betrachtet man die beiden Folgen
{\displaystyle (a_{k})=(10,10,100,100,1000,1000,\dotsc )}
{\displaystyle (b_{k})=(10,11,100,101,1000,1001,\dotsc ),}
dann gilt {\displaystyle {\frac {a_{k}}{b_{k}}}\to 1}.
Die Folge {\displaystyle {\frac {a_{k}-a_{k-1}}{b_{k}-b_{k-1}}}} hat jedoch keinen Grenzwert.

## Umformulierung für Reihen
Gegeben seien zwei weitere Folgen {\displaystyle (r_{n})} und {\displaystyle (d_{n})} derart, dass {\displaystyle \textstyle a_{n}=\sum _{k=1}^{n}r_{k}} und {\displaystyle \textstyle b_{n}=\sum _{k=1}^{n}d_{k}}. Weiterhin sei {\displaystyle (b_{n})} streng monoton und unbeschränkt wachsend.
Aus
{\displaystyle {\frac {r_{n}}{d_{n}}}={\frac {a_{n}-a_{n-1}}{b_{n}-b_{n-1}}}\to c}
folgt dann
{\displaystyle {\frac {\sum _{k=1}^{n}r_{k}}{\sum _{k=1}^{n}d_{k}}}={\frac {a_{n}}{b_{n}}}\to c}.
Die oben genannten Voraussetzungen an {\displaystyle (d_{n})} werden z. B. erfüllt von
- der harmonischen Folge {\displaystyle d_{n}={\frac {1}{n}}}, d. h. {\displaystyle b_{n}=H_{n}},
- jeder Folge mit positivem Grenzwert, wie {\displaystyle d_{n}=1}, d. h. {\displaystyle b_{n}=n},
- jeder monoton wachsenden Folge, wie {\displaystyle d_{n}=2n-1}, d. h. {\displaystyle b_{n}=n^{2}}.

## Bemerkungen
Ein Spezialfall ist der Cauchysche Grenzwertsatz, dass also die Folge der Cesàro-Mittel einer konvergenten Folge wieder gegen den Grenzwert der Folge konvergiert.
In gewisser Weise stellt der Satz von Stolz für die Grenzwertberechnung bei Folgen ein Analogon zur Regel von de L’Hospital für die Grenzwertberechnung von Funktionen dar.